# Alex Greenwich
Alexander Hart Greenwich es un político australiano. Es miembro de la Asamblea Legislativa de Nueva Gales del Sur y representa la sede de Sídney desde las elecciones parciales de Sídney de 2012. Se postuló como independiente y fue respaldado por su predecesora, la independiente Clover Moore. También es copresidente de Australian Marriage Equality y fue uno de los líderes clave de la exitosa campaña del Sí para la Encuesta Postal sobre la Ley de Matrimonio de Australia en 2017 y la legalización del aborto en Nueva Gales del Sur en 2019.

## Primeros años y antecedentes
Greenwich nació en Nueva Zelanda de padre georgiano y madre estadounidense. Su padre, Victor Greenwich Dadianov (anteriormente cónsul general honorario de Georgia en Sídney, 2004-2013), nació como príncipe Victor Dadianov de la familia principesca georgiana Dadiani, pero su madre cambió el nombre a Greenwich después de que se mudaron como refugiados a Nueva Zelanda desde Rusia, al término de la Segunda Guerra Mundial. A la edad de siete años, Greenwich se mudó con su familia a Sídney. Desde su residencia familiar en Circular Quay, Greenwich se educó en la Sídney Grammar School y completó una Licenciatura en Gestión de Recursos Humanos y Estudios Rusos en la Universidad de Nueva Gales del Sur. Del 1 de diciembre de 1998 al 1 de diciembre de 2012, Greenwich fue director general de su propia agencia de contratación, Winning Attitudes Recruitment. Es descendiente directo de la Casa de Dadiani, una de las casas reales más antiguas de Europa del Este.

## Vida privada
Greenwich es el único diputado masculino abiertamente gay en la Asamblea Legislativa de Nueva Gales del Sur. Antes de ingresar a la política, Greenwich fue un destacado activista por los derechos LGBT y dirigió Australian Marriage Equality (AME).
Antes de postularse para el cargo, Greenwich fue el coordinador nacional de AME desde 2009, y en 2010 fue nombrado uno de los 25 australianos gais y lesbianas más influyentes de Samesame.com.au. Como coordinador nacional, Greenwich organizó más de 44.000 presentaciones para la investigación del Senado australiano de 2011 sobre el matrimonio entre personas del mismo sexo, y continúa siendo un destacado activista para lograr la reforma del matrimonio entre personas del mismo sexo en Australia. En mayo de 2012, Greenwich se casó con su pareja de muchos años, el australiano-alemán, Victor Hoeld, en Argentina, donde el matrimonio entre personas del mismo sexo ya era legal. A partir de 2017, Greenwich tiene la triple ciudadanía australiana, neozelandesa y estadounidense.
En 2023, Greenwich fue uno de los homenajeados como parte de la campaña 'Orgullo 2023'. Durante esto, el edificio Queen Victoria de Sídney (QVB) experimentó una transformación, incluido un cambio de nombre temporal, para celebrar el Sídney WorldPride. La QVB rindió homenaje a cinco miembros de la comunidad LGBTQIA+ capturándolos como 'Reinas reales' en una serie de retratos de estilo real. Para WorldPride, Greenwich cambió su traje y camisa casuales característicos por un esmoquin con tul verde en una exhibición que se realizó en el QVB. En mayo de 2023, Greenwich anunció que iniciaría una acción por difamación contra Mark Latham por su tuit homofóbico sobre Greenwich. Greenwich también ha presentado una denuncia formal ante la policía contra Latham, por utilizar un servicio de transporte para acosar y ofender, y también ha presentado una denuncia por difamación homosexual ante la junta antidiscriminación.

## Carrera política

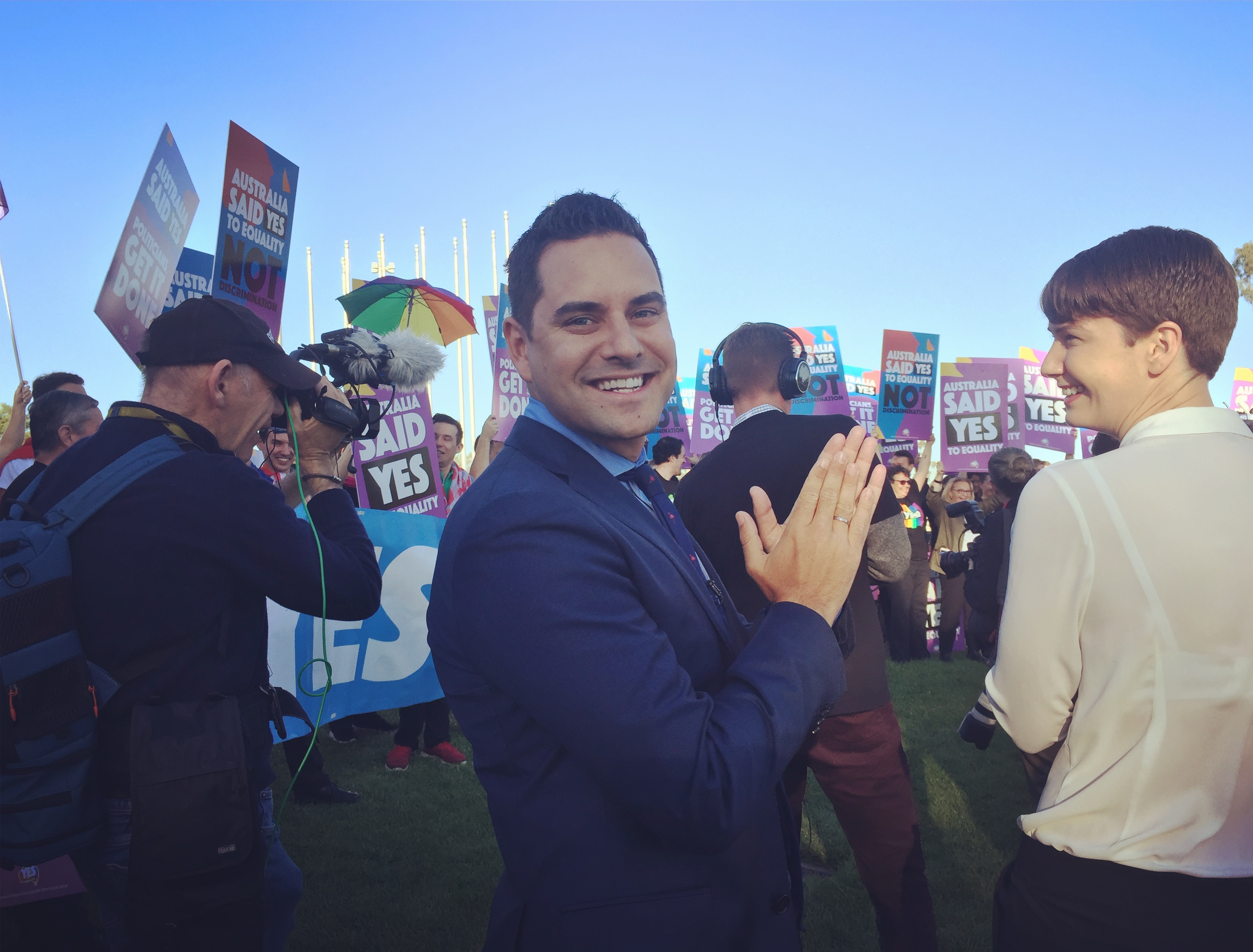
El diputado Alex Greenwich frente al Parlamento Federal australiano el día de la votación sobre el matrimonio igualitario.

En julio de 2012, Greenwich se alineó con el destacado alcalde independiente de Sídney Clover Moore y anunció su candidatura en la lista de Moore para las elecciones del Ayuntamiento de Sídney programadas para las elecciones del gobierno local de Nueva Gales del Sur en septiembre de 2012 Esta posición baja (y por lo tanto probablemente inelegible) en la boleta alimentó la especulación de que esto iba a aumentar la visibilidad de Greenwich para una posible candidatura para suceder a Moore en caso de que se viera obligada a renunciar a su asiento estatal en Sídney, a la luz de las reformas prometidas por O'Farrell. "El gobierno liberal/nacional prohibirá a los parlamentarios formar parte de organismos gubernamentales locales". Esta legislación se aprobó posteriormente como Local Government Amendment (Members of Parliament) Act, 2012 y, tras las elecciones del gobierno local en las que Moore fue reelegida para un tercer mandato como alcaldesa, Moore renunció a su puesto en la Asamblea Legislativa de Nueva Gales del Sur, lo que provocó elecciones parciales.
Posteriormente, Greenwich impugnó las elecciones parciales de Sídney de 2012 como independiente con el respaldo de Moore, derrotando cómodamente a Shayne Mallard del Partido Liberal con un 47,3 por ciento de votos primarios y un 63,7 por ciento de votos preferidos de dos candidatos. Greenwich dijo después de las elecciones parciales que estaba "muy claro que la legislación de Barry O'Farrell ha fracasado, porque ahora somos dos". Greenwich ha negado las afirmaciones de que es un político de un solo tema, habiendo acudido a las elecciones parciales con una plataforma que involucra una variedad de áreas políticas, incluidas las pequeñas empresas, el restablecimiento de una escuela secundaria pública en el centro de la ciudad, y bienestar social y vivienda pública, entre otros. Greenwich presentó el Proyecto de Ley de Reforma de la Atención de la Salud Reproductiva de 2019 en la Asamblea Legislativa de Nueva Gales del Sur el 1 de agosto de 2019, en un intento por despenalizar el aborto en Nueva Gales del Sur, permitir abortos hasta por 22 semanas y permitir un aborto después de 22 semanas si dos médicos, los practicantes están de acuerdo. El proyecto de ley fue aprobado por el parlamento el 26 de septiembre y recibió la aprobación real el 2 de octubre de 2019 como Ley de Reforma de la Ley del Aborto de 2019.